# San Carlos (Los Ríos)
San Carlos ist eine Kleinstadt und eine Parroquia rural („ländliches Kirchspiel“) im Kanton Quevedo der ecuadorianischen Provinz Los Ríos. Die Parroquia besitzt eine Fläche von 84,61 km². Die Einwohnerzahl lag im Jahr 2010 bei 10.028. Für das Jahr wurde eine Einwohnerzahl von 12.354 prognostiziert.

## Lage
Die Parroquia San Carlos liegt in der Ebene westlich der Anden. Der Río Quevedo fließt entlang der westlichen Verwaltungsgrenze nach Süden, der Río Chipe entlang der nordöstlichen Verwaltungsgrenze ebenfalls nach Süden. Das Gebiet liegt in Höhen zwischen 60 m und 100 m. Der etwa 80 m hoch gelegene Hauptort San Carlos befindet sich 10 km südsüdöstlich vom Kantonshauptort Quevedo. Die Fernstraße E25 (Quevedo–Babahoyo) durchquert den Süden der Parroquia in südsüdöstlicher Richtung. Die alte Verkehrsführung der E25 führt durch San Carlos und anschließend entlang dem östlichen Flussufer des Río Quevedo nach Quevedo.
Die Parroquia San Carlos grenzt im Nordwesten an das Municipio von Quevedo, im Nordosten an den Kanton Quinsaloma im Südosten an die Parroquia Zapotal (Kanton Ventanas) sowie im Südwesten an den Kanton Mocache.

## Orte und Siedlungen
In der Parroquia gibt es folgende Recintos:
- Bella Unión
- Caraguay
- El Eden
- El Retiro
- Estero de Damas
- Faita
- La Flecha
- La Marina
- La Sucre
- Lechugal
- Lechugal de Abajo
- Lechugal de Arriba
- Lechugal – La Cadena
- Lechugal – Las Tecas
- Los Almendros
- Los Sabalos
- Maria Semira
- Montoya
- Pavón-Chipe
- Peñafiel de Adentro
- Piragua
- Sabalos de Abajo
- San Francisco
- Selva Alegre
- Toquillal

In der Parroquia gibt es außerdem folgende Barrios:
- 3 de Noviembre
- Santa Rosa
- Campesinito
- Divino Niño
- Lotización Lady Lourdes
- San Pedro
- San Ramón
- Los Esteros
- 12 de Octubre
- Lotización Laurita
- Lotización La Reserva
- El Porvenir
- 9 de Octubre
- 11 de Diciembre
- Coop. 23 de Marzo
- Coop. Unión Popular
- Los Bosques
- Lotización Duberly
- Lotización El Recreo
- Lotización San Lorenzo
- Narcisa de Jesús
- Nueva Esperanza
- San Luis
- Fé y Alegría

## Geschichte
Die Parroquia San Carlos wurde am 2. Juli 1982 eingerichtet (Decreto Nº 835).